# Гуатусо (кантон)
Гуатусо (исп. Guatuso) — кантон в провинции Алахуэла Коста-Рики.

## География
Находится в северной части провинции. Граничит с провинцией Гуанакасте на юго-западе. Административный центр — Сан-Рафаэль.

## История
Кантон был создан 17 марта 1970 года. Назван по имени индейских племён гуатасос.

## Округа
Кантон разделён на 4 округа:
1. Сан-Рафаэль
2. Буэнависта
3. Котэ
4. Катира